# Grönryggig häger
Grönryggig häger (Butorides virescens) är en nord- och centralamerikansk fågel i familjen hägrar med omstridd systematik.

## Utseende
Grönryggig häger är av samma storlek och form som mangrovehägern, en kort och knubbig häger med en längd på 40–47 centimeter med relativt korta ben och tjock hals. Vingarna är breda och rundade och näbben lång och spetsig. Ibland reser den fjädrarna på hjässan till en liten tofs.
Grönryggig häger är generellt mörkare än mangrovehägern och är nästan purpurfärgad på sidan av huvud och hals samt bröst. På halsens mitt och längs hakan är de vita strecken mer kontrasterande. Ryggen är mörkare skiffergrå, antytt blågrön.

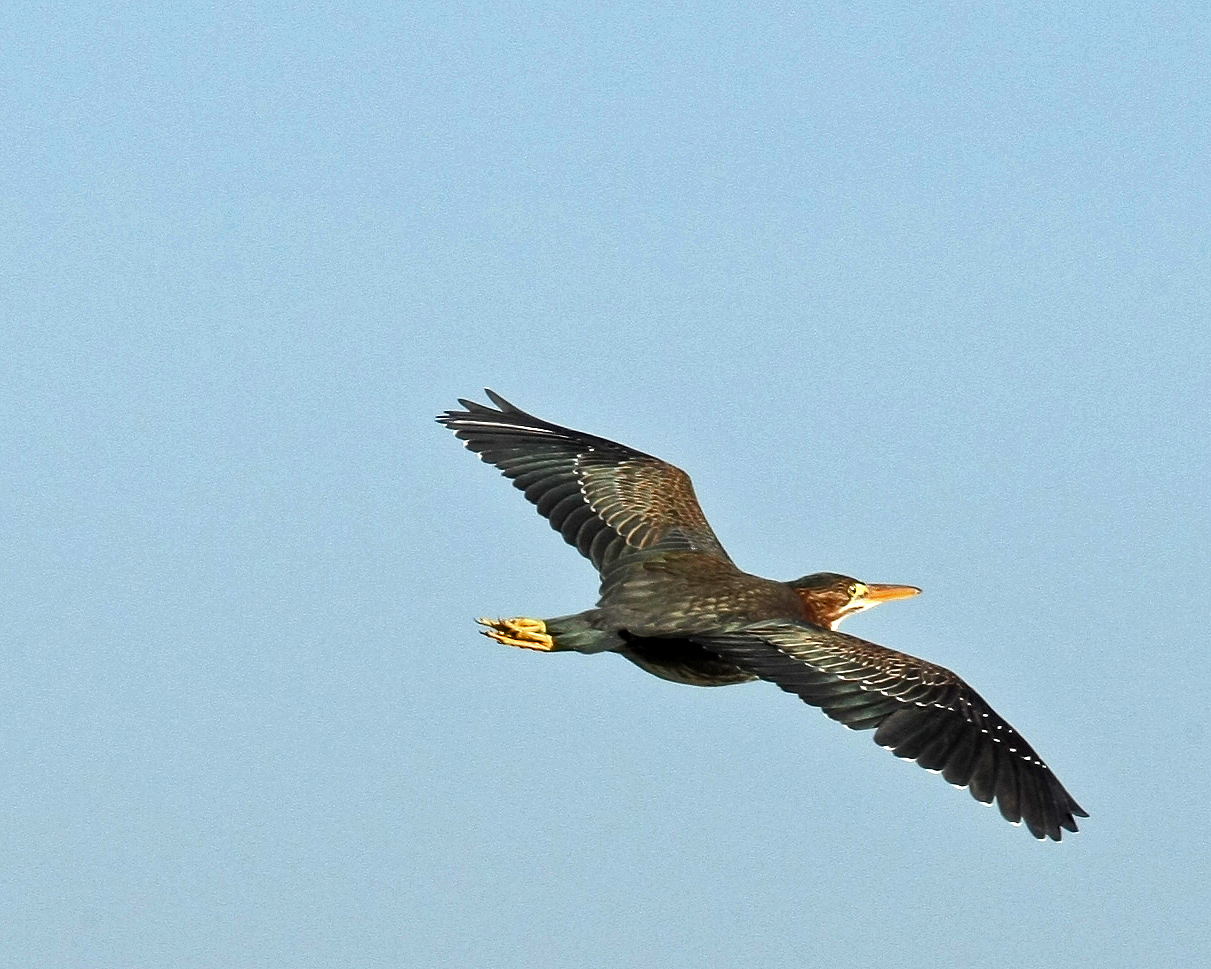
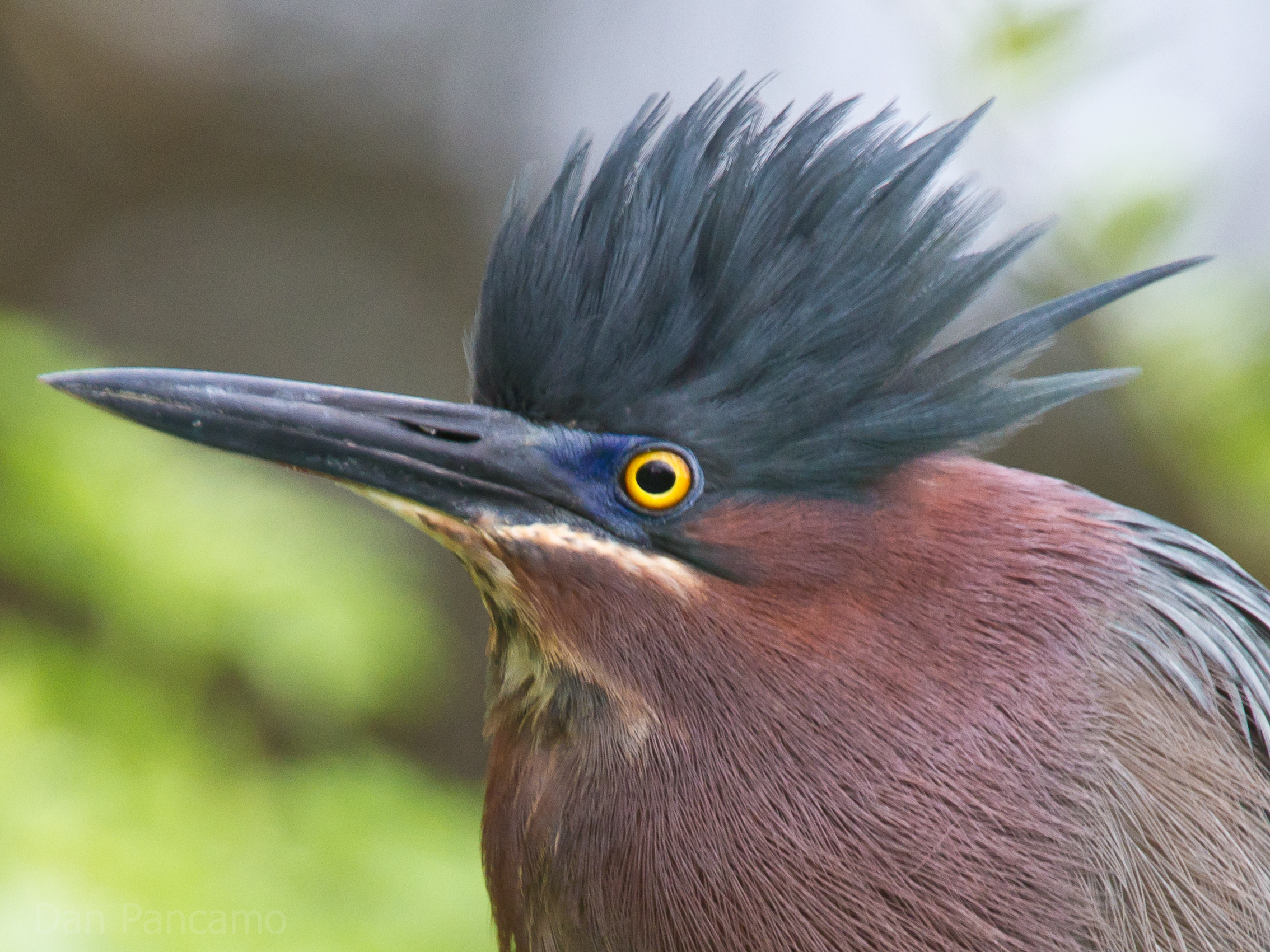

## Läten
Lätet beskrivs i engelsk litteratur som ett vasst och explosivt "skeew". När den upprörs kan en oregelbunden serie med låga, knackande läten höras.

## Utbredning och systematik
Grönryggig häger är mycket nära släkt med mangrovehäger som den hybridiserar med i Centralamerika. Vissa behandlar därför grönryggig häger som underarter till mangrovehäger.
Fågeln delas in i fyra underarter med följande utbredning:
- virescens/bahamensis-gruppen
  - Butorides virescens virescens – förekommer från centrala USA och östra Kanada till Panama och Karibien
  - Butorides virescens bahamensis – förekommer på Bahamas
- anthonyi-gruppen
  - Butorides virescens anthonyi – förekommer i västra USA och norra Baja California
- frazari-gruppen
  - Butorides virescens frazari – förekommer i södra Baja California

Den är en mycket sällsynt gäst i Europa, med fynd på framför allt Azorerna och i Storbritannien, men även Nederländerna, Frankrike, Island, Irland och Italien.

## Ekologi

### Habitat
Grönryggad häger är vanliga häckfåglar i våtmarker både vid kusten och inåt landet, så länge det finns buskar och träd som kan erbjuda en skyddad häckplats. Den kan till och med häcka i fruktodlingar och torr skog om det finns vatten i närheten för att hitta föda. Vintertid i tropikerna är grönryggad häger en vanlig syn i mangroveträsk.

### Föda
Fågeln lever huvudsakligen av småfisk men intar också insekter, spindlar, kräftdjur, sniglar, amfibier, reptiler och gnagare. Den jagar genom att stå helt stilla vid vattenbrynet eller genom att vada långsamt i grunt vatten. När den upptäcker en fisk kastar sig hägern fram och fångar eller spetsar den med sin kraftiga näbb. Ibland kan den som få andra fåglar använda verktyg genom att locka fisk med insekter, maskar eller brödsmulor som den lägger på vattenytan.

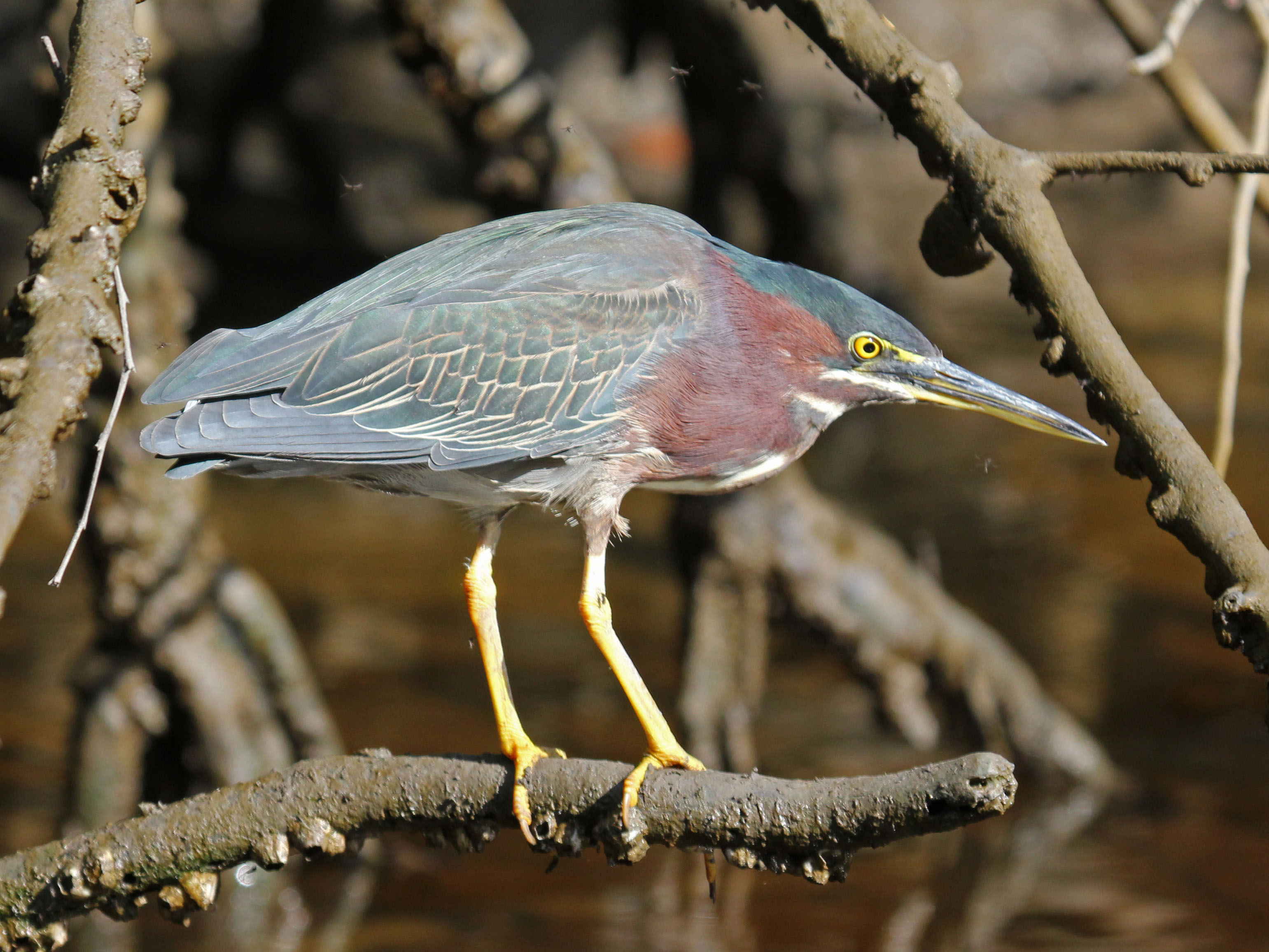
Födosökande grönryggig häger.

### Häckning
Grönryggade hägrar häckar oftast ensamma, men kan ibland bilda kolonier med sin egen art eller andra hägerarter. Hanen bygger boet innan han hittar en hona att para sig med, men lämnar sedan över det mesta av bobygget till honan, en prydlig eller slarvig hög av grenar och kvistar i en träd- eller buskklyka. Ibland renoverar den gamla bon eller fortsätter på en natthägers eller snöhägers bo.
Honan lägger en till två kullar med tre till fem blekgröna eller blåaktiga ägg som båda föräldrarna ruvar i 19–21 dagar. Ungarna är flygga efter ytterligare 16–17 dagar, men kan stanna med sina föräldrar i mer än en månad efter det tills de lärt sig födosöka.

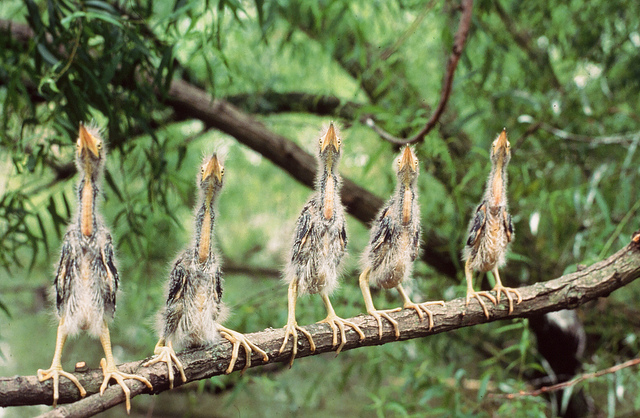
Unga nyligen flygga grönryggade hägrar.

## Status och hot
IUCN slår samman grönryggig häger med mangrovehäger varför virescens inte har en egen hotstatus. Arten har minskat påtagligt i antal men är fortfarande vanlig.

## Namn
På svenska kallas den även grönryggad häger.